# O&O Defrag
O&O Defrag is een Windows defragmentatieprogramma, ontwikkeld door de Duitse softwareleverancier O & O Software.
Het is gecertificeerd door Microsoft voor al haar huidige NTFS - gebaseerde besturingssystemen, waaronder Windows 2000, Server 2003, XP, Vista, 7 en 8.

## Werking
- Indien nodig controleert het programma het volume op fouten voor het defragmenteren.
- De defragmenteren kan worden gepland op een bepaalde tijd of kan worden uitgevoerd wanneer de PC inactief is.
- De defragmentatie kan worden uitgevoerd op de achtergrond, zodat de gebruiker nauwelijks de werking ervan merkt.
- De defragmentatie kan worden uitgevoerd in de screensaver-modus.
- 'Zone depot': categoriseren van verschillende bestanden in verschillende zones op basis van hun mate van gebruik en verschillende methoden toepassen om bestanden in de respectievelijke zones sneller toegankelijk te maken. Deze functie werd geïntroduceerd in versie 12.

Het programma kent vijf verschillende defragmentatiemethoden:
1. Stealth
2. Space
3. Complete / Naam
4. Complete / Modified
5. Complete / Access

De methode "Stealth" is ontworpen voor gebruik op pc's met grote bestanden en weinig vrije ruimte, terwijl de "Space"-methode ontworpen is voor zwaar gefragmenteerde schijven. De drie "Complete" methoden sorteren de bestanden respectievelijk alfabetisch, op datum laatst gewijzigd en volgens datum laatst geopend.